# Koen Garritsen
Koen Garritsen (Winterswijk, 25 maart 1983) is een voormalige Nederlandse voetballer.

## Carrière
Garritsen begon zijn carrière bij WVC uit zijn geboorteplaats Winterswijk. Van 1995 tot 2001 speelde hij in de jeugd bij De Graafschap in Doetinchem. Daar werd hij, evenals zijn voetbalmaatje Klaas-Jan Huntelaar, in 2001 ontdekt door PSV Eindhoven, waar hij in de A-jeugd en het tweede elftal terechtkwam. Als jeugdspeler maakte hij deel uit van alle vertegenwoordigende elftallen. Gedurende zijn tijd bij PSV (2001–2003) was dat bij Jong Oranje.
In de zomer van 2003 haalde Ted van Leeuwen Garritsen en Huntelaar, samen met Paul Verhaegh, in eerste instantie op huurbasis van PSV naar AGOVV. Garritsen maakte zijn debuut in het betaalde voetbal op 31 oktober 2003 in de wedstrijd AGOVV Apeldoorn-Sparta (1–2), toen hij na 58 minuten inviel voor Senol Kök. In zijn eerste jaar als prof bij AGOVV kreeg Garritsen vanaf de seizoenstart te maken met de ziekte van Pfeiffer die hem het eerste jaar bij AGOVV kostte. In de zomer van 2004 maakte hij de definitieve overstap naar AGOVV, waar hij voor een seizoen tekende en voornamelijk speelde als linksback.
Garritsen maakte in 2005 de overstap naar Fortuna Sittard, waarvoor hij in drie seizoenen 64 wedstrijden speelde en waar een definitieve doorbraak uitbleef. Voor het seizoen 2007-2008 keerde hij terug naar AGOVV. In de winterstop van het seizoen 2007–2008 vertrok Garritsen alweer voor een half jaar naar FC Zwolle. Hij tekende er een contract voor een jaar met een optie voor een extra seizoen. Na een half seizoen, waarin Garritsen tot 8 wedstrijden kwam, besloot hij echter weer terug te keren naar AGOVV. Hij speelde hier nog twee seizoenen profvoetbal.
In het seizoen 2010-2011 ging hij spelen voor De Treffers uit Groesbeek in de Topklasse. Op 20 augustus 2010 scoorde hij namens De Treffers, in een uitwedstrijd tegen FC Oss, het eerste doelpunt ooit in de Topklasse voor zondagteams.
In juni 2011 verliet Garritsen De Treffers voor HSC '21 en beëindigde daarmee zijn actieve voetbalcarrière.

## Clubstatistieken
| Seizoen | Club            | Competitie     | Duels | Goals |
| ------- | --------------- | -------------- | ----- | ----- |
| 2003/04 | AGOVV Apeldoorn | Eerste divisie | 25    | 2     |
| 2004/05 | AGOVV Apeldoorn | Eerste divisie | 32    | 2     |
| 2005/06 | Fortuna Sittard | Eerste divisie | 28    | 1     |
| 2006/07 | Fortuna Sittard | Eerste divisie | 36    | 2     |
| 2007/08 | AGOVV Apeldoorn | Eerste divisie | 23    | 4     |
| 2007/08 | FC Zwolle       | Eerste divisie | 8     | 0     |
| 2008/09 | AGOVV Apeldoorn | Eerste divisie | 32    | 3     |
| 2009/10 | AGOVV Apeldoorn | Eerste divisie | 14    | 0     |